# Ablemma syahdani
Ablemma syahdani är en spindelart som beskrevs av Pekka T. Lehtinen 1981. Ablemma syahdani ingår i släktet Ablemma och familjen Tetrablemmidae. Inga underarter finns listade i Catalogue of Life.